# فوتبال در بازی‌های بین‌المللی ۱۹۰۶
در بازی‌های المپیک تابستانی ۱۹۰۶ آتن (که اغلب به عنوان «بازی‌های بین‌المللی» شناخته می‌شود)، یک رویداد فوتبال غیررسمی برگزار شد. فقط ۴ تیم با هم رقابت کردند که سه تای آنها باشگاه‌هایی از یونان و امپراتوری عثمانی بودند. در جدول مدال‌ها، مدال طلا به دانمارک، مدال نقره به تیم مختلط از سمورنا، و مدال برنز به تیم سالونیک یونان داده شد. هر دو شهر در آن زمان در امپراتوری عثمانی بودند.
پس از عدم حضور تیم آتن در نیمه دوم فینال، دانمارک مدال طلا را دریافت کرد. تیم آتن متعاقباً برای بازی در یک تورنمنت سه تیمی برای بدست آوردن جایگاه دوم دعوت شد، اما نپذیرفت و به سرعت از مسابقات اخراج شد، که باعث شد سمورنا و سالونیک برای مدال‌های نقره و برنز تلاش کنند.
ترکیب تیم سالونیک یونانی از گروه "دوستان هنر" (اومیلوس فیلوموسون، بعدها ایراکلیس سالونیک) بود. سمورنا (نام سابق شهر ترکی ازمیر) تیمی متشکل از بازیکنان انگلیسی، فرانسوی و ارمنی نیز بخشی از این مسابقات بود. تیم دانمارکی منتخبی از بازیکنان اتحادیه فوتبال کپنهاگن بود. از آنجایی که این مسابقات یک تورنمنت رسمی فوتبال المپیک نبود، هیچ تیم ملی فوتبال در آن شرکت نکرد.
همه مسابقات در پودیلاتودرومیو، که در اصل یک پیست بود، انجام شد.

## ورزشگاه

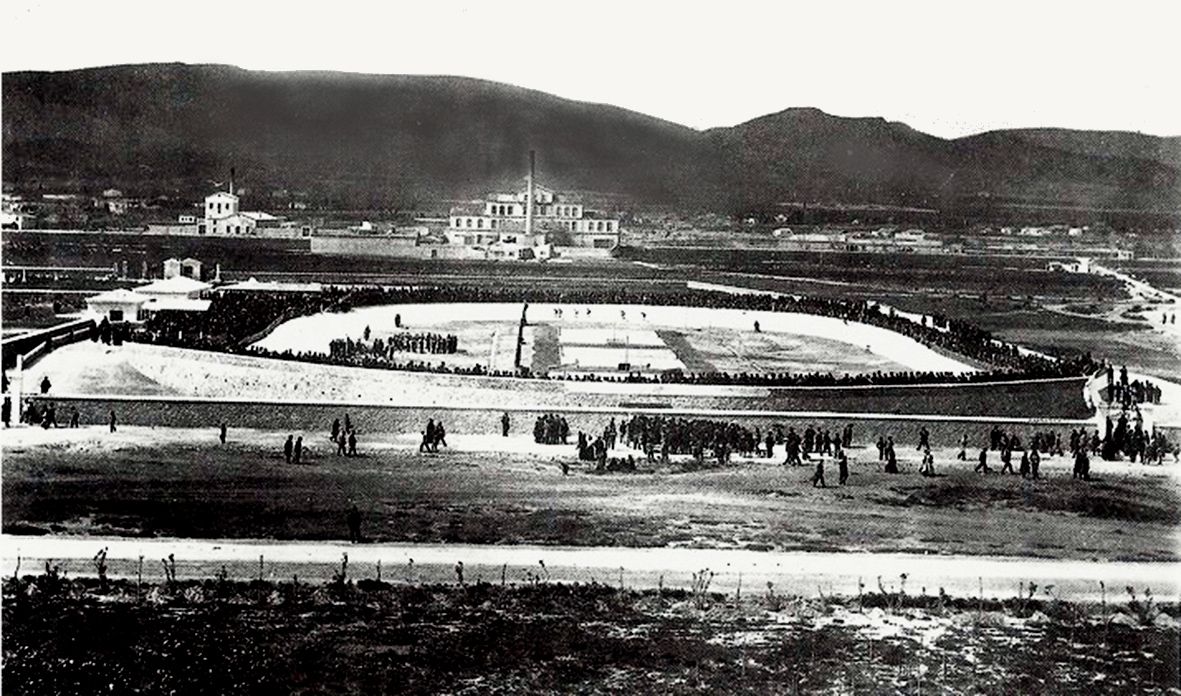
'پودیلاتودرومیو' در آتن، میزبان تورنمنت، در سال ۱۸۹۶

همه مسابقات در "پیست نئو فالیرون" (یا "پودیلاتودرومیو")، که در اصل یک ورزشگاه و میدان ورزشی در منطقه نئو فالیرو در پیرئوس بود، برگزار شد. این مکان برای رویدادهای دوچرخه‌سواری پیست در المپیک ۱۸۹۶ آتن نیز میزبان بود.
سپس این مکان برای ساخت ورزشگاه کارایسکاکیس، یک ورزشگاه فوتبال با ظرفیت ۳۲۰۰۰ نفر تخریب شد.

## نتایج

### نیمه نهایی
| اتنیکوس آتن | ۵–۰   | اومیلوس فیلوموسون |
| ----------- | ----- | ----------------- |
|             | گزارش |                   |

| منتخب کپنهاگن | ۵–۱   | منتخب سمورنا |
| ------------- | ----- | ------------ |
|               | گزارش |              |

### فینال
| منتخب کپنهاگن                     | ۹–۰ اهدا شد | اتنیکوس آتن |
| --------------------------------- | ----------- | ----------- |
| ۱' ۷' ۱۹' ۲۲' ۲۴' ۲۶' ۲۷' ۳۴' ۴۰' | گزارش       |             |

این مسابقه در بین دو نیمه لغو شد و دانمارک مدال طلا را پس از ناکام ماندن اتنیکوس آتن در حضور در زمین دریافت کرد.

### رده بندی مقام دوم
پس از ناکامی آتن برای حضور در نیمه دوم فینال، برگزارکنندگان مسابقات به آتن، سمورنا و سالونیک دستور دادند تا برای مقام دوم بازی کنند: آتن امتناع کرد و از مسابقات اخراج شد.
| منتخب سمورنا | ۱۲–۰  | اومیلوس فیلوموسون |
| ------------ | ----- | ----------------- |
|              | گزارش |                   |

| رتبه | تیم                       | بازی | برد | مساوی | باخت | گ‌ز | گ‌خ | تفاضل | امتیاز |
| ---- | ------------------------- | ---- | --- | ----- | ---- | -- | -- | ----- | ------ |
| ۱    | منتخب کپنهاگن · دانمارک   | ۲    | ۲   | ۰     | ۰    | ۱۴ | ۱  | +۱۳   | ۴      |
| ۲    | منتخب سمورنا · تیم مختلط  | ۲    | ۱   | ۰     | ۱    | ۱۳ | ۵  | +۸    | ۲      |
| ۳    | اومیلوس فیلوموسون · یونان | ۲    | ۰   | ۰     | ۲    | ۰  | ۱۷ | -۱۷   | ۰      |
| حذف  | اتنیکوس آتن · یونان       | ۲    | ۱   | ۰     | ۱    | ۵  | ۹  | -۴    | ۲      |